# Adam Burg
Adam Freiherr von Burg, född 28 januari 1797 i Wien, död där 1 februari 1882, var en österrikisk matematiker och ingenjör.
Burg blev 1828 professor vid Polytekniska institutet i Wien och utövade som sådan ett stort inflytande på ingenjörerna. Åren 1849–1852 var han direktor vid nämnda institut. År 1852 blev han byråchef i österrikiska handelsministeriet, upphöjdes 1866 i friherrligt stånd och blev 1869 medlem på livstid av herrehuset. 
Burg hade stort intresse för folkbildning; dessutom har staden Wien honom att tacka för en mängd förbättringar vad gäller bland annat brandväsendet samt vatten- och gasledningar. Även om införandet i Österrike av det metriska mått- och viktsystemet inlade han stora förtjänster. Som skriftställare åtnjöt han i Österrike stort anseende.